# Fünfkampf-Länderkampf der Frauen 1971 BR Deutschland – Sowjetunion
| 12. Leichtathletik-Länderkampf mit bundesdeutscher Beteiligung 1971 | 12. Leichtathletik-Länderkampf mit bundesdeutscher Beteiligung 1971 |
| ------------------------------------------------------------------- | ------------------------------------------------------------------- |
|                                                                     |                                                                     |
| Fünfkampf-Vergleich der Frauen: BR Deutschland – Sowjetunion        |                                                                     |
| Austragungsort                                                      | München                                                             |
| Wettbewerbe                                                         | 1                                                                   |
| Datum                                                               | 11./12. September                                                   |
| 1. URS 2. FRG                                                       | 24.334 Punkte 24.252 Punkte                                         |
| Chronik                                                             |                                                                     |
| ← FRG-URS 10kampf (M)                                               | URS-FRG (M) →                                                       |

Im zwölften Vergleich des Länderkampfjahres 1971 führten die Fünfkämpfer einen Wettkampf mit der Sowjetunion durch, der parallel zum Zehnkampf der Männer ebenfalls gegen die Sowjetunion am 11./12. September in München ausgetragen wurde. Beide vorangegangenen Begegnungen mit ihren sowjetischen Kontrahentinnen hatten die bundesdeutschen Fünfkämpferinnen verloren, zuletzt war dies im Vorjahr in Leningrad der Fall gewesen.

## Wettbewerb und Modus
Jede Nation stellte sechs Teilnehmerinnen, von denen die fünf Besten durch Addition ihrer Punktergebnisse gewertet wurden.

## Ergebnis
In der Einzelwertung belegten die bundesdeutschen Athletinnen die Ränge eins und drei. In der Gesamtwertung sammelten die sowjetischen Vertreterinnen gerade einmal 82 Punkte mehr als ihre Gegnerinnen. So mussten die bundesdeutschen Frauen in München mit 24.252 zu 24.334 Punkten ihre zweite – allerdings knappe – Saisonniederlage hinnehmen. Es blieb der letzte Länderkampf, den die bundesdeutschen Frauen in diesem Jahr nicht siegreich beendeten.

### Fünfkampf
| Platz | Name                  | Nation | Punkte | 100 m Hürden | Kugel- stoßen | Hoch- sprung | Weit- sprung | 200 m  |
| ----- | --------------------- | ------ | ------ | ------------ | ------------- | ------------ | ------------ | ------ |
| 01    | Heide Rosendahl       | FRG    | 5228   | 13,7 s       | 13,31 m       | 1,67 m       | 6,57 m       | 23,6 s |
| 02    | Walentina Tichomirowa | URS    | 5033   | 14,0 s       | 14,22 m       | 1,73 m       | 5,88 m       | 24,8 s |
| 03    | Karen Mack            | FRG    | 4913   | 14,4 s       | 12,59 m       | 1,70 m       | 5,93 m       | 24,2 s |
| 04    | Ludmila Skolobanowa   | URS    | 4855   | 14,3 s       | 13,94 m       | 1,64 m       | 6,03 m       | 25,5 s |
| 05    | Nadija Tkatschenko    | URS    | 4830   | 14,0 s       | 13,54 m       | 1,64 m       | 5,93 m       | 25,7 s |
| 06    | Tatjana Kondraschowa  | URS    | 4827   | 13,9 s       | 11,42 m       | 1,61 m       | 6,05 m       | 24,3 s |
| 07    | Vera Tkatschenko      | URS    | 4789   | 14,2 s       | 12,95 m       | 1,64 m       | 5,92 m       | 25,4 s |
| 08    | Ursula Leuschner      | FRG    | 4742   | 14,3 s       | 10,30 m       | 1,73 m       | 5,94 m       | 24,8 s |
| 09    | Karin Schallau        | FRG    | 4733   | 14,1 s       | 12,37 m       | 1,61 m       | 5,80 m       | 25,1 s |
| 10    | Edda Schmiedel        | FRG    | 4636   | 14,8 s       | 11,22 m       | 1,64 m       | 5,96 m       | 25,3 s |
| 11    | Manon Bornholdt       | FRG    | 4599   | 14,3 s       | 11,22 m       | 1,64 m       | 5,78 m       | 25,7 s |
| 12    | Niele Kvetkauskaite   | URS    | 4543   | 14,6 s       | 13,76 m       | 1,61 m       | 5,37 m       | 26,4 s |